# 한영 (조선)
한영(韓詠 1580년 ~ 1623년 6월 16일)은 조선 중기의 문신이다. 자는 영언(永言), 본관은 청주이다. 경기도 광주 초부면(현, 남양주시 조안면) 출신. 이이첨의 측근이었으며 인목대비 폐비론 당시 사헌부의 관원으로 여론에 참여하였다. 1623년 인조 반정 후 거듭된 탄핵을 받고 위리안치됐다가 사사되었다.

## 생애
1580년 경기도 광주군 초부면 마현리(현, 경기도 남양주시 조안면 능내리) 출신으로, 아버지는 성균관진사(成均館進士)이자 전생서봉사 한희록(韓希祿)이고, 어머니는 양성이씨(陽城李氏)로 봉사 이섬(李暹)의 딸이다. 소혜왕후의 친정아버지 양절공 한확의 6대손으로, 그의 장남 공량공 한치인의 5대손이 된다. 남양주시 조안면 능내리는 그의 6대조 양절공 한확의 묘역이 조성된 이래 그의 일가가 거주했다. 그의 다른 일가는 양주시 은현면 용암리에도 살았는데, 6대조모 남양부부인 홍씨의 묘소가 은현면 용암리, 후대의 서정대학 뒷산에 모셔졌기 때문이다. 은현면 용암리 남양부부인의 묘 건너편 산에는 그의 5대조 한치인의 장남 한한의 아들 한세보(韓世俌)와 그의 후손들의 묘소가 조성된다.
1603년(선조 36년) 식년과(式年科) 생원시에 3등으로 합격, 1606년(선조 39년) 식년문과(式年文科)에 병과(丙科) 7등으로 급제했다.
광해군 즉위 후 통훈대부(通訓大夫) 홍문관부수찬 지제교 겸 경연검토관(行弘文館副修撰知製敎兼經筵檢討官)으로 춘추관편수관을 겸하여 선조실록의 편찬에 참여하였다. 1615년(광해군 7년) 사헌부지평, 사간원정언을 거쳐 다시 사헌부지평이 되었으나 신경희의 옥사와 관련하여 인심이 흉흉함을 들어 인피 사직했으나, 광해군이 이를 받아들이지 않았다. 신경희의 옥사 시 정택뢰(鄭澤雷)의 상소를 이유로 다른 사간원 간관들과 입시해 홍무적(洪茂績)·정택뢰(鄭澤雷)·김효성(金孝誠) 등의 처벌을 상주하였다.
그해 다시 사간원 정언이 되었으나 이듬해 박홍도 탄핵건과 대사헌 박건 등과의 갈등으로 여러번 사직을 청했으나 왕이 듣지 않았다. 1616년 도로 출사시키라는 사헌부의 건의로 복직, 사과(司果)로 전직했다가 세자시강원문학, 부수찬이 되었으나 홍문관 근무 중 자리를 비운 일로 승정원의 탄핵을 받았으나, 전지가 내려지지 않았다. 1617년 필선, 장령 등을 지냈다. 그해 인목대비 폐비 논의에 참여했다. 1618년(광해군 10년) 1월 다른 간관들과 더불어 인목대비(서궁)을 폐출할 것을 상소했다. 그해 여러번 인목대비 폐비에 관한 일로 사피를 청하다가 그해 11월 24일 병을 이유로 정사(呈辭)를 올려 사직을 청하니 수락되었다. 한달 뒤 장악원첨정으로 복귀하였다.
1619년 사헌부집의, 홍문관교리가 됐다가 상피로 참여를 거절하고 체차를 청했으나 받아들여지지 않았다. 1620년 세자시강원보덕, 성균관사성, 1621년 홍문관부응교가 되었다. 부응교 재직 중 숙직을 빠뜨린 일로 홍문관의 탄핵을 받기도 했다. 그해 사헌부집의가 됐다가, 사헌부로부터 이이첨의 앞잡이이며, 그에게 아부, 비굴하다는 이유로 규탄받았으나 광해군이 이를 반박, 반려하였다. 사헌부는 여러번 그의 사판 삭제를 청했으나 왕이 듣지 않았다. 그해 7월 28일 홍문관 교리, 9월 10일에는 겸 시강원보덕이 됐다가 6일만에 홍문관 교리가 되고 12월 15일 부응교가 되었다. 1622년(광해군 14년) 10월 15일 원주목사(原州牧使)로 부임하였다.
1623년(광해군 15년) 3월 13일 능양군 일파가 정변을 일으켜 광해군을 축출하고 경운궁에서 즉위했다. 3월 16일부터 서인계 사관의 거듭된 탄핵을 받고 위리안치되었다. 4월 29일 양사에서 그가 앞장서서 폐모론을 일으켰다는 이유로 추형(追刑)을 상주하였다. 그해 6월 16일 사사(賜死)되었다.
묘소는 경기도 남양주시 조안면 능내리 사방동 임좌(壬坐)에 매장되었으며, 그의 묘 뒤로 본부인 함양박씨의 묘가, 앞으로는 후부인 경주이씨의 묘가 조성되어 있다. 근처에는 그의 6대조 한확의 묘가 조성된 후, 고조부 한종, 증조부 한세륜과 두 부인 3위합장묘, 할아버지 한수 내외, 아버지 한희록 내외의 묘소가 인근에 있다.

## 가족 관계
- 할아버지 : 한수(韓脩), 호는 석봉(石峯)
- 아버지 : 한희록(韓希祿)
- 어머니 : 양성이씨, 봉사 이섬(李暹)의 딸
  - 동생 : 한열(韓說)
- 부인 : 함양박씨, 주부 박준(朴俊)의 딸
  - 아들 : 한우성
  - 아들 : 한우경(1607년 ~ ?)
- 부인 : 경주이씨(1596년 ~ ?년 5월 18일), 군수 이형남(李亨男)의 딸
  - 아들 : 한우선

## 같이 보기
- 인목대비 폐모론
- 이이첨